# Luciano Spalletti
Luciano Spalletti (Certaldo, 7 maart 1959) is een Italiaans voetbaltrainer die sinds augustus 2023 bondscoach is van Italië. Spalletti werd in 2006 en 2007 gekozen tot Trainer van het Jaar in Italië.

## Clubcarrière
Spalletti kwam zijn gehele loopbaan uit voor clubs in de Serie C. Dit begon in 1985 bij Entella, waarna hij een jaar later naar Spezia vertrok. Hier speelde hij meer dan honderd wedstrijden, het meeste uit zijn carrière. Ook beleefde Spalletti bij Spezia qua goals zijn meest productieve periode met zeven goals. In 1990 vertrok hij na vier jaar bij Spezia en werd hij gecontracteerd door Viareggio. Spalletti beëindigde zijn loopbaan in 1993 bij Empoli.

## Trainerscarrière
Spalletti begon zijn carrière in juli 1994 bij Empoli. Hij leidde de club van de Serie C1 naar de Serie A. In juni 1998 vertrok hij naar Sampdoria. Na een jaar, in juli 1999, werd hij gecontracteerd door Venezia, maar hier vertrok hij al in oktober 1999. Daarna was hij tweemaal hoofdcoach van Udinese, tussen maart en juni 2001 en tussen juli 2002 en juni 2005. Daartussenin was hij coach van Ancona. Bij Udinese kende Spalletti succes, hij leidde de club in het seizoen 2004/05 naar een sensationele vierde plaats, wat hem Champions Leaguevoetbal opbracht. In juni 2005 werd hij hoofdcoach in de Italiaanse hoofdstad, bij AS Roma. Hij was tussen 2005 en 2009 coach in Rome en won twee bekers (in 2007 en 2008) en een supercup. In december 2009 tekende hij voor drie jaar bij Zenit Sint-Petersburg. Hij verving de Nederlander Dick Advocaat. Hij werd in Rusland landskampioen in 2010 en 2012, won de beker in 2010 en de supercup in 2011. Ook behaalde hij met de club voor het eerst in de clubgeschiedenis de achtste finales in de Champions League, in het seizoen 2011/12. Op 10 maart 2014 werd hij ontslagen en vervangen door André Villas-Boas. 
Op 13 januari 2016 werd bekend dat Spalletti terugkeerde bij AS Roma. Hij volgde de ontslagen Rudi Garcia op en tekende een contract voor 1,5 jaar. Op 30 mei 2017 vertrok hij bij de club. Spalletti eindigde het seizoen met Roma als tweede achter Juventus. Na afloop van het seizoen 2016/17 werd hij aangesteld als coach van Internazionale. Hij tekende voor twee jaar bij de Nerazzurri. Spalletti was bij Inter de vierde coach in een jaar tijd. Roberto Mancini, Frank de Boer en Stefano Pioli gingen hem voor. Zijn tijd bij de club uit Milaan eindigde in 2019. Na enkele seizoenen zonder werkgever te hebben gezeten werd hij in mei 2021 aangesteld als opvolger van Gennaro Gattuso bij Napoli.
Op 4 mei 2023 won hij met Napoli de derde landstitel in haar bestaan, wat de eerste Serie A-titel was in meer dan dertig jaar. Op 28 mei 2023 werd bekend dat Spalletti vertrok bij Napoli. Op 18 augustus 2023 werd hij vervolgens aangesteld als bondscoach van Italië, waarmee kwalificatie voor het EK 2024 in Duitsland werd afgedwongen. Op het eindtoernooi eindigde Italië als tweede in een groep met Albanië, Spanje en Kroatië, waarna het in de achtste finales werd uitgeschakeld met een 2–0 nederlaag tegen Zwitserland.

## Erelijst
Empoli
- Promotie Serie B: 1996/97
- Serie C1-play offs: 1995/96

 AS Roma
- Coppa Italia: 2006/07, 2007/08
- Supercoppa Italiana: 2007

 Zenit Sint-Petersburg
- Premjer-Liga: 2010, 2011/12
- Beker van Rusland: 2009/10
- Russische Supercup: 2011

 Napoli
- Serie A: 2022/23

### Individueel
- Serie A Trainer van het Jaar: 2005/06, 2006/07
- Albo Panchina d'Oro: 2004/05
- Serie A Trainer van de Maand: september 2021, februari 2022, oktober 2022,januari 2023

1 Donnarumma  ·
2 Di Lorenzo ·
3 Dimarco ·
4 Buongiorno ·
5 Calafiori ·
6 Gatti ·
7 Frattesi ·
8 Jorginho ·
9 Scamacca ·
10 Pellegrini ·
11 Raspadori ·
12 Vicario ·
13 Darmian ·
14 Chiesa ·
15 Bellanova ·
16 Cristante ·
17 Mancini ·
18 Barella ·
19 Retegui ·
20 Zaccagani ·
21 Fagioli ·
22 El Shaarawy ·
23 Bastoni ·
24 Cambiaso ·
25 Folorunsho ·
26 Meret ·
Coach: Spalletti